# Distrito electoral de Carlin (condado de Calhoun, Illinois)
Carlin (en inglés: Carlin Precinct) es un distrito electoral ubicado en el condado de Calhoun en el estado estadounidense de Illinois. En el Censo de 2010 tenía una población de 138 habitantes y una densidad poblacional de 2,28 personas por km².

## Geografía
Carlin se encuentra ubicado en las coordenadas 39°20′26″N 90°38′49″O / 39.34056, -90.64694. Según la Oficina del Censo de los Estados Unidos, Carlin tiene una superficie total de 60.52 km², de la cual 58.89 km² corresponden a tierra firme y (2.68%) 1.62 km² es agua.

## Demografía
Según el censo de 2010, había 138 personas residiendo en Carlin. La densidad de población era de 2,28 hab./km². De los 138 habitantes, Carlin estaba compuesto por el 100% blancos, el 0% eran afroamericanos, el 0% eran amerindios, el 0% eran asiáticos, el 0% eran isleños del Pacífico, el 0% eran de otras razas y el 0% pertenecían a dos o más razas. Del total de la población el 0% eran hispanos o latinos de cualquier raza.